# Jucărie educațională

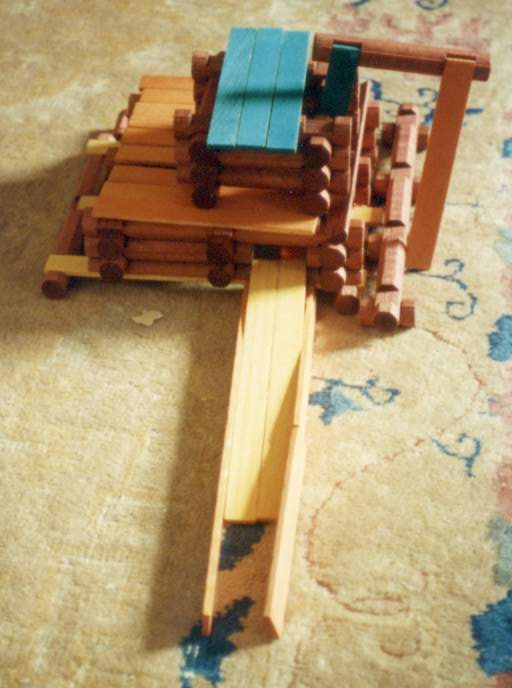
Jucărie de construcție - dezvoltă abilitățile manuale și creative

Jucăriile educaționale sau educative sunt folosite ca mijloc de educație mai ales a copiilor de vârste mici, școlari și preșcolari, ajutându-i să-și dezvolte abilitățile intelectuale, creative, logice, lingvistice, emoționale și psihice. 

## Istoric
Jucăriile au fost utilizate în toate timpurile ca mijloc educativ, mai ales la copiii de vârstă mică și în special în cadrul familiei. Primele noțiuni semnificative cu privire la valoarea educativă a jocului le găsim în scrierile filozofilor antici Aristotel și Platon, care considerau că până în al cincilea an de viață, copilul trebuie scutit de învățătură și de muncile aspre, asigurându-i-se în schimb timp de joacă și de experimentare.

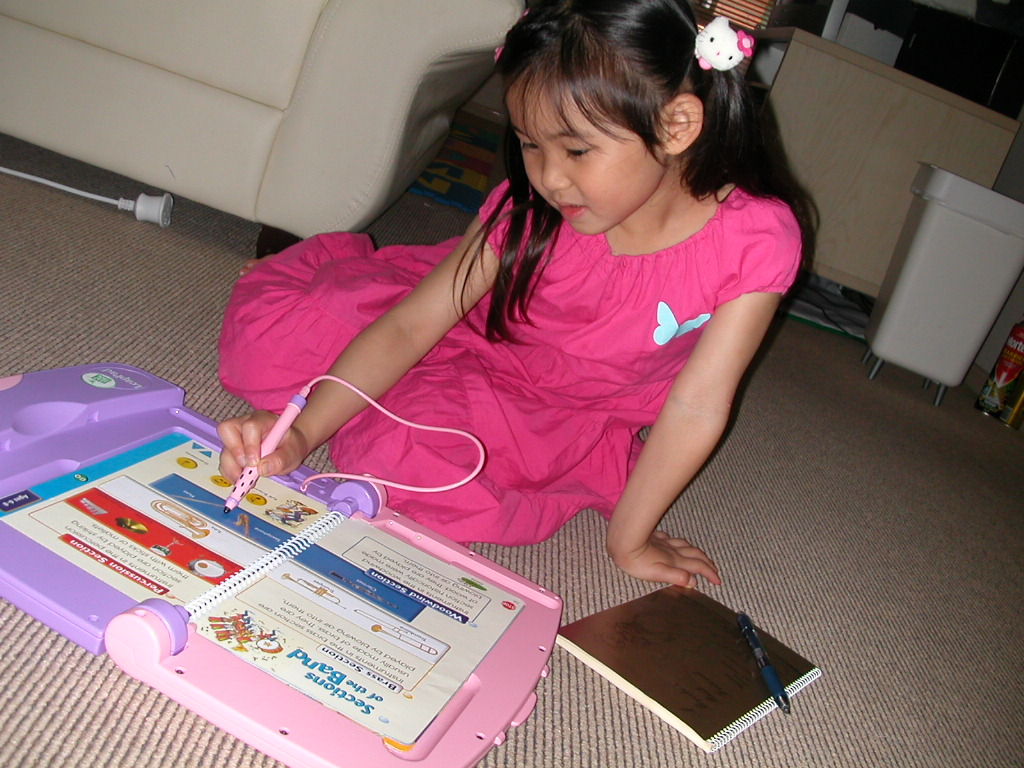
Jesica jucându-se cu LeapPad

Recomandarea de a folosi jocul ca mijloc de educație pentru copiii mici a fost făcută și de gânditorii Renașterii, ei insistând mai ales asupra rolului acestuia în realizarea educației morale; prin cerința de a concura cu alții sau de a se întrece pe sine se cultivă copilului tendința de a fi pe viitor un adult mai bun. Și Kafka era de părere că „jocul formează lumea libertăților infantile unde se inițiază personalitatea copilului”. De aceeași părere au fost în lucrările lor și alți teoreticieni ai educației prin joacă, precum Froebel (filosof și chimist), Piaget (psiholog), Montessori, Decroly și Claparede (medici psihiatri), Huizinga (filolog și istoric al culturii universale) etc. Friederich Froebel (1782 – 1852) – fondatorul primei grădinițe de copii în localitatea Blankenburg (Germania) – este considerat inițiatorul educației prin joacă. El și-a bazat teoria pe principiul intuiției, principiu ce-i aparține lui Johann Heinrich Pestalozzi, conform căruia copilul are din naștere forțe ce se dezvoltă printr-un permanent exercițiu ludic al senzațiilor, percepțiilor și reprezentărilor. 
Astfel, jucăriile și jocurile educative sunt privite ca exerciții pregătitoare pentru viață, cu rol de socializare – din această categorie fac parte jucăriile care dezvoltă imaginația, competiția, logica, motricitatea, creativitatea etc. În același timp, jucăriile educative rămân jucării, oferind copilului plăcere, divertisment, cheltuind energia acestuia, jocul fiind lipsit de responsabilitate și mergând în general pe ficțiune.
Unul din primii cercetători în domeniul jucăriilor și a jocului, aparținând sfârșitului de secol al XIX-lea, a fost psihologul și esteticianul german Karl Groos (1861 – 1946). În concepția sa exprimată în lucrarea „Die Spele der Manaker” (1896), jocul este o pregătire pentru viață, deoarecere prin el se exersează instinctele, adaptându-se la complexitatea vieții. Jocul, după părerea sa, nu este un amuzament. El se aseamănă cu jocul animalelor, care, prin joacă, exersează anumite mișcări pe care le vor folosi la maturitate în vederea procurării de hrană și supraviețuire. De aceea, el consideră că "un copil care nu se joacă rămâne un neadaptat pentru tot restul vieții" . 
Pornind de la ideile lui Karl Groos, Stanley Hall spune că "prin jucăriile și jocurile educative, copilul repetă activitățile moștenite ereditar de la strămoși, fiind o activitate de purificare a ființei umane și de adaptare la viața socială prin culturalizare".

## Dezvoltarea copilului

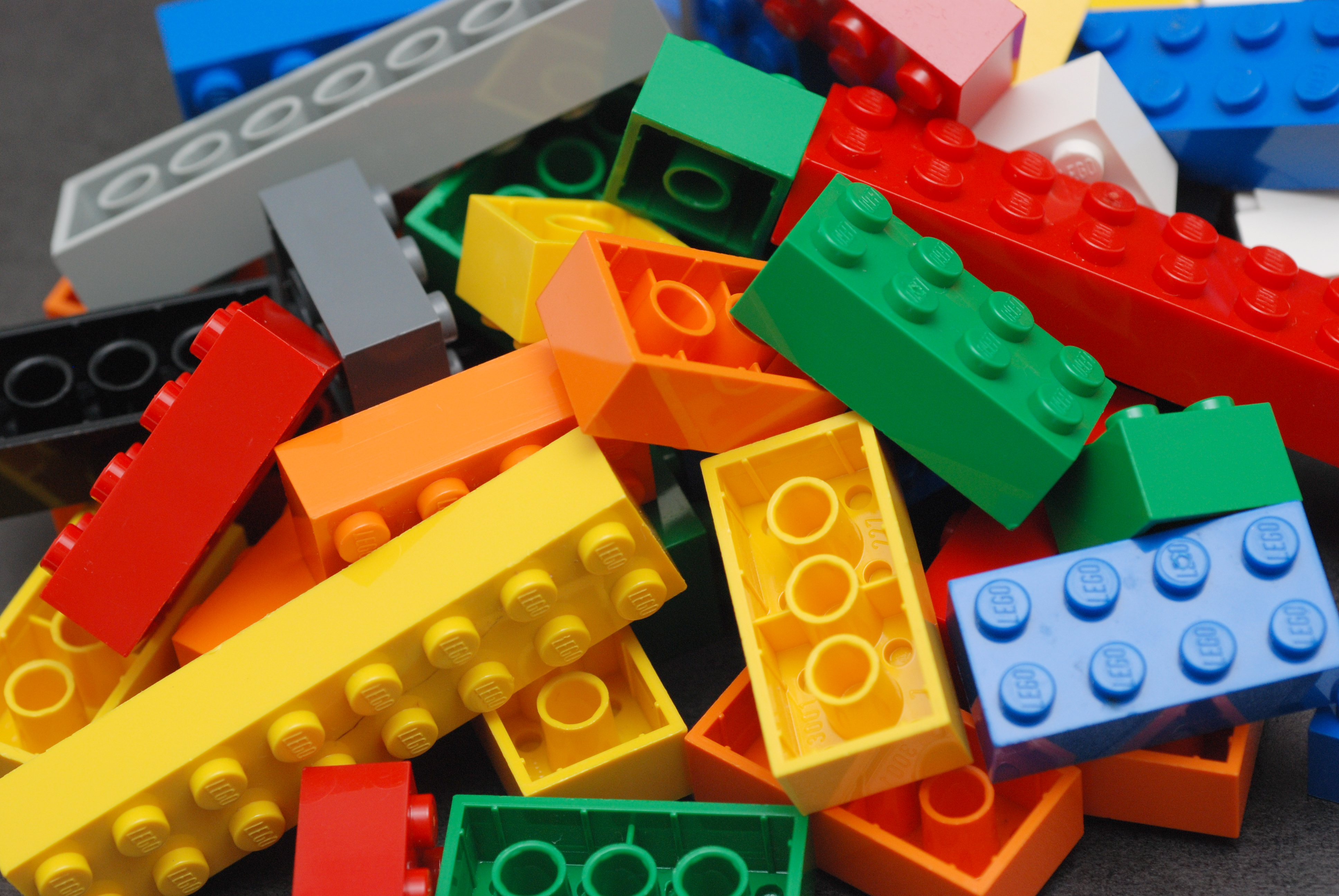
Lego - copilul construiește dezvoltându-și abilitățile creative și manuale

Jucăria îl amuză, îl bucură pe copil, dar în același timp îl educă și îl dezvoltă. Obiect al distracției, jucăria servește scopurilor educației intelectuale, morale, fizice și estetice a copilului și îi stimulează inițiativa creatoare. Prin joc noțiunile se percep și se fixează mai ușor, sarcinile îi captivează din prima și îi face curioși, fără să-i plictisească. Copii nu-și asumă responsabilități, ci doar urmăresc plăcerea, reușind ușor să empatizeze cu rolurile pe care le presupune joaca. Dacă unele jucării îl inițiază pe copil în varietatea mișcărilor, îl antrenează și ajută la dezvoltarea intregului organism (exemplu: mingea, coarda, popicele), altele îi lărgesc orizontul sau îi lărgesc experiența de viață (reprezentarea animalelor, mijloacele de transport), ori îl familiarizează, într-o formă atrăgătoare, cu legile fizicii, tehnicii, științelor (jucăria tehnică și științifică). 
Cu ajutorul jucăriilor educative, de la vârste foarte fragede, copilului i se lărgește orizontul cunoașterii, i se dezvoltă gândirea, memoria, imaginația, atenția, și nu în ultimul rând, educația spiritului de sine.
Eduard Claparede – pedagog elvețian (1873-1940) – spune că jucăriile educative sunt „un înlocuitor al activităților sociale, ele pregătesc viitorul, satisfăcând nevoile prezente”. Claparede, alături de Decroly și Dewey, au pus, de altfel, bazele școlii active ale secolului al XX-lea, unde rolul cel mai important îl au activitățile-joc. Jocul educativ la Decroly este definit ca „viața care să-l pregătească pentru viață.”

### Funcțiile jucăriilor educative

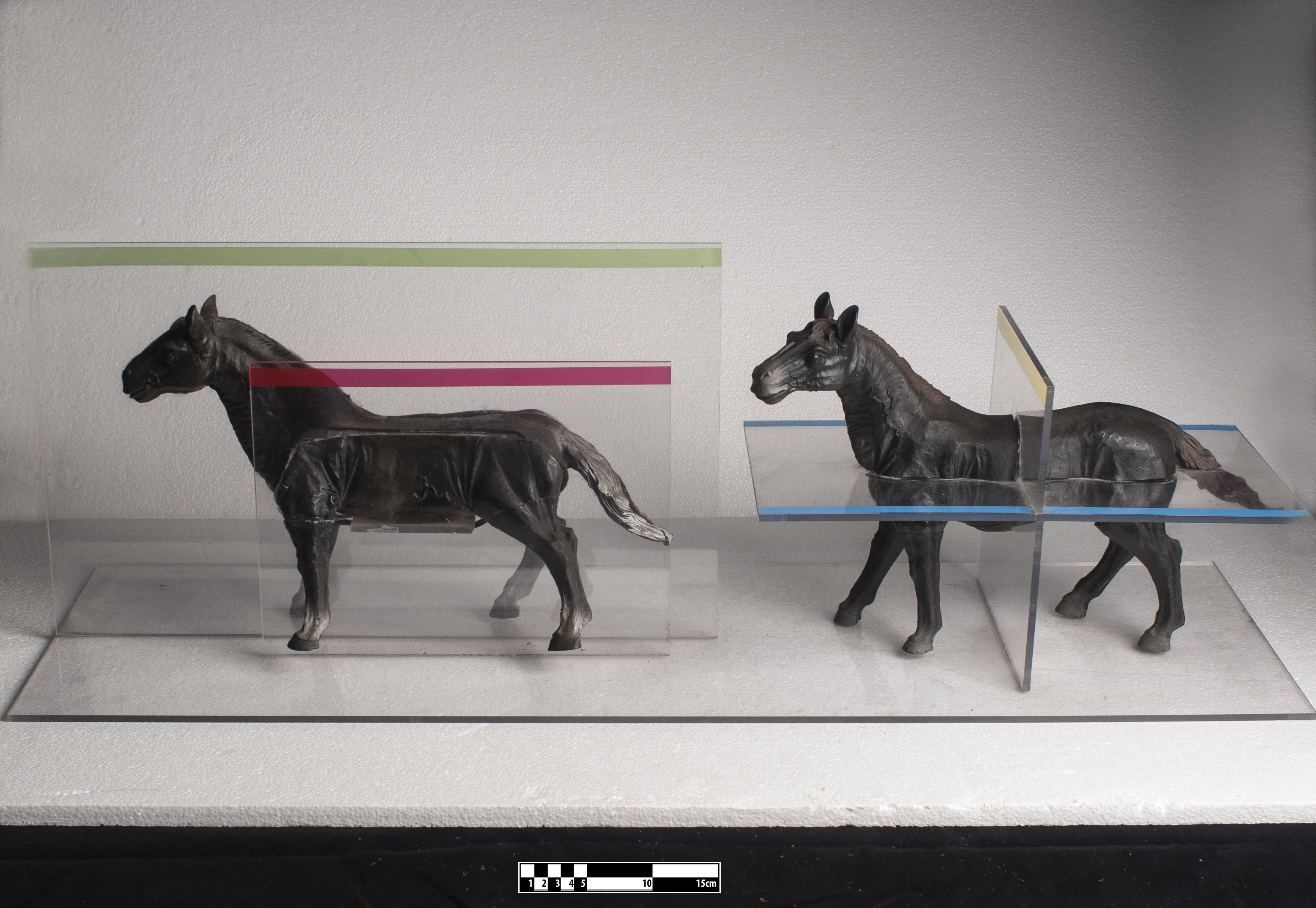
Modelul didactic de avioane anatomice.

Pe măsură ce copilul crește, conținutul jocurilor se schimbă, în ele se reflectă permanent relațiile sociale dintre oameni, aspecte din viața de familie, din grădiniță etc. Vârsta copiilor determină caracterul jocului și evoluția acestuia.
Dacă în primii ani de viață ai copilului, jocul are un caracter predominant individual, în jurul vârstei de trei ani apare relația eu-tu și copiii au posibilitatea să dezvolte și să îndrăgească jocul.
Aurica I. Moale definește în cartea sa „Jocul didactic” principalele funcții ale jucăriilor educaționale:
- influențează dezvoltarea capacității de cunoaștere și familiarizare a copilului cu lumea adulților;
- influențează procesul de socializare a copilului, aceasta însemnând că prin joc el se integrează într-un sistem de relații omonime celor sociale, specifice mediului apropiat în care trăiește, învață să comunice în gând și să recepționeze ceea ce se spune despre alți copii;
- prin joc, copilul trăiește bucuria pe care i-o dau activitățile sale creatoare;
- jocul educativ este un reglator al stării lui afective;
- caracterul spontan al jocului decurge din nevoia sa afectivă interioară, din starea emoțională a copilului
- îmbogățirea impresiilor despre realitatea înconjurătoare;
- lărgirea conținutului reprezentărilor;
- stimularea imaginației creatoare;
- activizarea gândirii și a procesului de comunicare:
- dezvoltarea vorbirii, a gândirii matematice
- prin joc copilul reflectă relațiile sociale, își pune în valoare personalitatea, și-o afirmă, și-o antrenează, își satisface nevoia de comunicare, de mișcare și de acțiune;
- dobândirea de cunoștințe și consolidarea, precum și verificarea, unor cunoștințe asimilate anterior[5].

### Tipuri de jucării educaționale
Jocule este drumul copiilor spre cunoașterea lumii în care trăiesc și pe care o transpun în diverse situații, pe măsura posibilităților lor. Jucăriile educative sunt printre singurele activități în care ființa psihologică a copilului poate să respire și, în consecință, poate să acționeze. Tipul, conținutul și chiar forma jucăriilor sunt determinate de sarcinile educative concrete, raportate la vârsta copiilor și la nivelul de dezvoltare al acestora.
La sugar, jucăria trebuie să stimuleze mișcările (întinderea mâinilor, apucarea, aruncarea) și orientarea elementară. Primele jucării ale bebelușului sunt cercurile, bilele suspendate, jucăriile care produc sunete și care îi atrag prin zgomotul lor, prin formă și culoare.

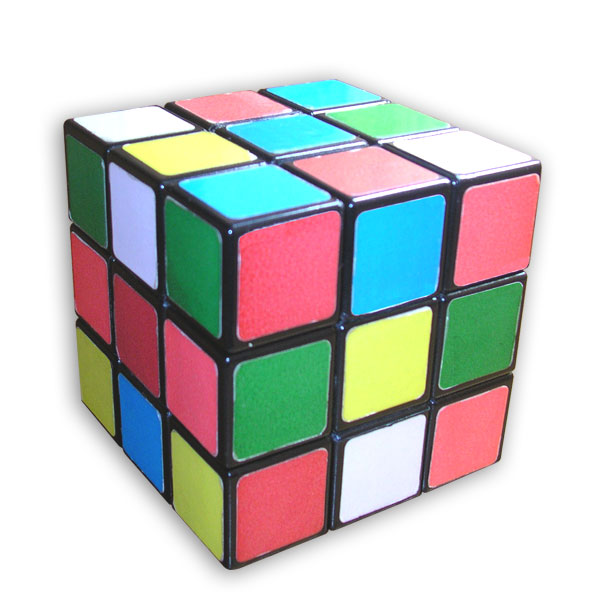
Faimosul cub Rubiks

La copilul cu vârstă cuprinsă între 1 și 3 sau 4 ani, jucăria se complică. Dezvoltarea mersului și a alergatului este stimulată de mingile mari, de bilele care se rostogolesc, de diferitele jucării mobile care înfățișează animale, păsări, fluturi, camioane, tramvaie, trenulețe, căluți pe rotile etc. Aceste jucării dezvoltă totodată coordonarea mișcărilor, orientarea, provoacă bucurie copilului pentru că îi oferă posibilitatea unei participări active, stimulează simțurile sale creatoare. Johan Huizinga (1872 – 1954) spunea în lucrarea sa „Homo ludens” că "prin jocul educativ, oamenii transformă spiritul în cultură, inteligența copilului fiind legată de echilibrul dintre asimilare și acomodare".
Piaget a clasificat jocurile în funcție de abilitățile pe care le dezvoltă:
- jucării educative senzomotorii, în care are loc asimilarea realului în structurile intelectuale și practicile vechi ale copilului;
- jucării educative de tip exercițiu – care constă în repetări pentru plăcerea adaptării;
- jucării educative simbolice – se bazează pe reprezentarea prin semne a obiectelor ce nu pot fi încă percepute; chiar dacă au necesități afective, slujesc și intereselor cognitive;
- jucării educative cu reguli – sunt considerate punctul de plecare în procesul de socializare progresivă și care se aplică la copiii cu vârsta cuprinsă între 2 și 7 ani, dar nu înainte de momentul în care ei încep să-și înțeleagă acțiunile.
- jocuri educative de construcție, care au la bază jocurile simbolice care transformă acțiunile în procese interne psihice și fac trecerea de la perioada operării cu simboluri (prenotație), la perioada operațiunilor abstracte, acest proces fiind foarte important pentru dezvoltarea inteligenței copilului.

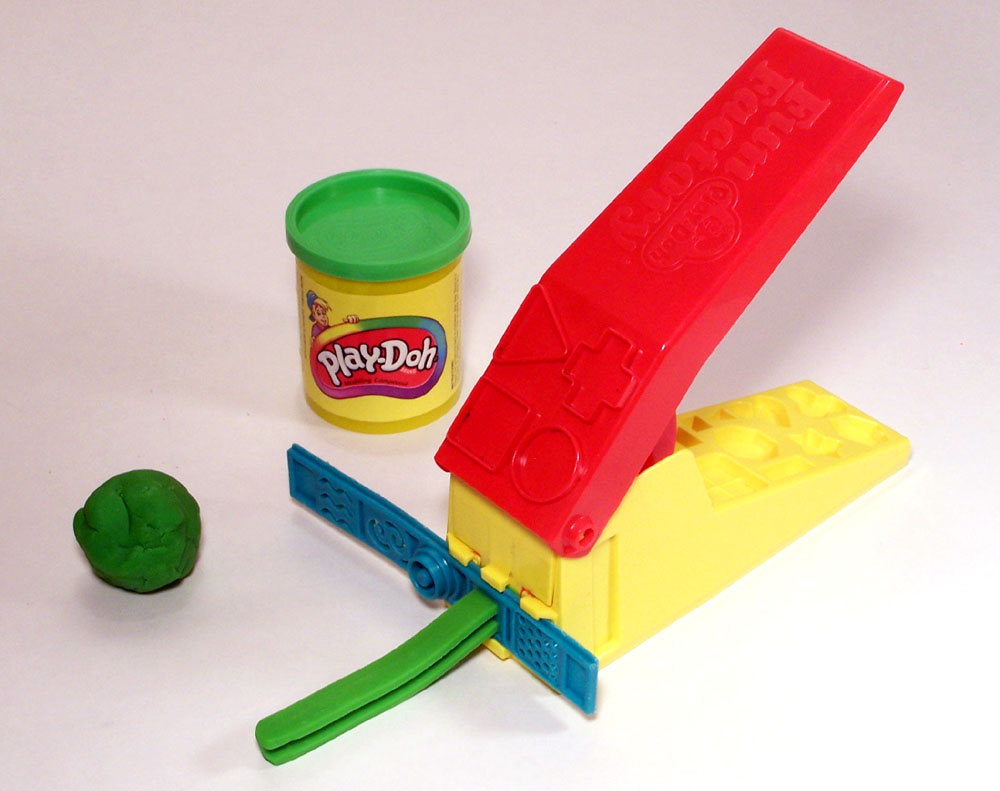
Plastelină creativă

Jucăriile muzicale – pianele, fluierele, trompetele, tobele etc. – care permit obținerea de sunete sau derularea unor bucăți melodice, sunt, de asemenea, atractive pentru aceștia, permițând, prin imitație, cântarea vocală.
La copiii între 3 și 6 ani, preferințele se îndreaptă spre păpuși, animale, mașini, ceea ce le permite ca în jocurile lor să reflecte realitatea înconjurătoare. Extrem de utile le sunt copiilor de această vârstă jocurile care îi ajută să se orienteze în privința formei, dimensiunilor, culorii.
Pentru copiii de 6-7 ani, o importanță deosebită o au seturile tematice. Intervin acum probleme de sistematizare și clasificare a obiectelor, fapt ce se remarcă puternic mai ales în cazul jocurilor de masă cu figuri (ce pot înfățișa oameni, obiecte de uz casnic etc.). Henri Wallon, profesor francez de psihologie, considera că jucăriile educative sunt „obiecte ale preuceniciei ce contribuie la formarea ansamblului personalității”. 
Piaget recomandă atât educatorilor, cât și părinților, să ofere copiilor jucăriile potrivite în vederea dezvoltării unei personalități puternice și sănătoase.

## Rolul familiei în educația copilului
Familiei în revine un rol important în formarea personalității copilului. Familia, părinții, trebuie să găsească zilnic metoda cea mai bună în educația lui, precum și cum să reacționeze în situații concrete pe care le impune viața. Este foarte important cu ce jucării sunt lăsați copii să se joace. Astfel că, fiecare stimul greșit îl pot afecta mai târziu. Jucăriile trebuie alese cu grijă, pentru a fi reprezentative în dezvoltarea emoțională, psihică și intelectuală a copilului.
Dezvoltarea jocului copilului se face cu participarea activa a celor din familie (parinti, frati, surori). Pentru ca micutul să fie pasionat de joc, trebuie să-i placă, de aceea nu trebuie să se aștepte ca el să se joace singur, chiar dacă e înconjurat de multe jucării. (Maricica Tabără, „Jocul copilului în familie – Carte pentru părinți și educatori”, Editura Pim, Iași, 2007)
Jucăriile și jocurile educative îi dau ocazia copilului să se manifeste prin joc și să-și arate tendințele personalității. Astfel pot fi corectate comportamente nedorite. Prin intermediul diferitelor tipuri de jocuri, educația multilaterală începe din sânul familiei. Părinții trebuie să țină seama de particularitățile individuale ale copiilor lor și să îi aleagă jucării specifice vârstei. 

### Cerințe față de jucării

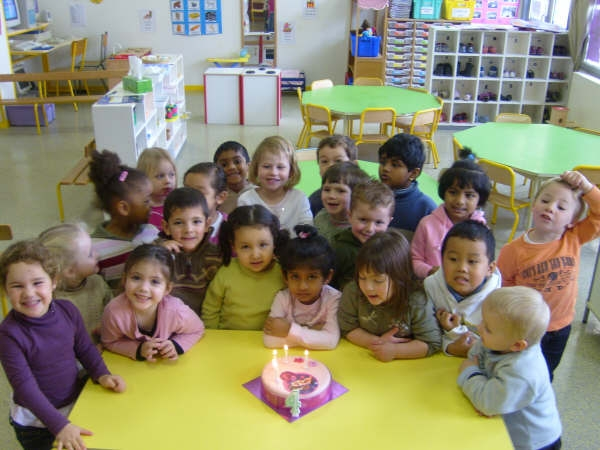
Preșcolari din Paris

Este firească întrebarea dacă alegerea unei jucării pentru copil ar putea deveni pentru părinți o problemă. Răspunsul la această întrebare este, fără îndoială, negativ: a cumpăra o jucărie nu este niciodată o corvoadă, ci rămâne de fiecare dată o plăcere.
Este un lucru bine știut că o jucărie pentru copil nu trebuie cumpărată de adult după propriile gusturi, dar totuși trebuie să ne placă jucăria pe care o cumpărăm. Alegerea fericită a unei jucării trebuie să conducă la transformarea sosirii acasă cu acest cadou într-o adevărată sărbătoare și apoi la zile multe de joc cu respectiva jucărie.
De aceea, pare deosebit de importantă cunoașterea gusturilor copilului, schimbarea preferințelor sale în materie de jucării. Fabricanții și vânzătorii de jucării s-au înmulțit considerabil în ultima vreme, ceea ce n-a făcut decât să complice într-un fel această problematică a alegerii unei jucării. 
Alegerea devine și mai grea în cazul jocurilor apărute în ultimii ani, aici incluzând în primul rând jocurile pe calculator. Cu toate aceste dificultăți în alegerea unei jucării, trebuie să admitem că a oferi o jucărie nu este o problemă, dar rămâne o artă. Fiind responsabili de alegerea jucăriilor care le intră în casă, părinții trebuie să aibă grijă în primul rând să nu strângă jucării de un singur tip, ci variate, care să-l stimuleze pe copil multilateral. Jucăria trebuie să lărgească orizontul copilului, să-i stârnească o curiozitate care să-l facă să nu se plictisească de ea.
Jucăriile trebuie să fie potrivite vârstei copilului pentru care sunt luate. Părinții trebuie să se gândească la ceea ce le-ar face plăcere copiilor.Însă nu trebuie neglijat faptul că prin intermediul jucăriilor copiii pot învăța mai repede diverse lucruri – jucăria trebuie să fie una educativă. În afara tematicii, la jucărie e important caracterul ei dinamic, activ, care oferă posibilitatea folosirii ei în mod variat. Jucăria aleasă trebuie să fie atrăgătoare pentru copil, să stârnească interesul acestuia, să fie prezentată într-un mod plăcut și estetic.
Soluționarea creării și folosirii jucăriei ca mijloc de educație nu poate fi făcută astăzi decât prin efortul reunit al oamenilor de știință, psihopedagogi practicieni, artiștilor, producătorilor și lucrătorilor din comerț. Jucăria educativă poate fi considerată o componentă, un suport, un declanșator al jocului. Ea este un liant între realitatea copilului și realitatea socială.
Admițând că jocul este activitatea fundamentală a copilului, nu putem nega importanța jucăriei pentru acesta și grija părinților referitoare la aceste „obiecte fermecate”.
Prin joc se dezvoltă imaginația copilului, acesta pătrunzând într-o altă lume și uitând de cea obișnuită. Jocul determină imaginarea de situații, transpunerea în pielea personajelor, găsirea de soluții noi, originale, de a ieși din impas sau de a câștiga. Prin libertatea de acțiune și de gândire, prin încrederea în puterile proprii, prin inițiativă și cutezanță, jocurile educative devin pe cât de valoroase, pe atât de plăcute. Anumite jocuri favorizează, dimpotrivă, viața în societate. Ele ajută, pe de o parte, pe copii să-și învingă timiditatea, iar pe de altă parte, prin intermediul regulilor jocului, îi obișnuiesc pe aceștia cu respectarea, mai târziu, a legilor ce guvernează societatea.

## Exemple
Jucăriile educaționale pot fi clasificate în funcție de abilitățile pe care le dezvoltă:
- Abilități creative
  - Beados
  - Roata Olarului
- Abilități logice
  - Creionul fermecat
  - Memory Game
- Abilități științifice
  - Robot solar
  - Crește un Triops
  - Set creție Sistem Solar
- Abilități muzicale
  - Măr muzical
  - Saxoflaut

- Abilități lingvistice
  - Să învățăm alfabetul
  - Alfabetar magnetic

- Abilități manuale
  - Puzzle